# Кін Льюїс-Поттер
Кін Вільям Льюїс-Поттер (англ. Keane William Lewis-Potter, нар. 22 лютого 2001, Кінгстон-апон-Галл, Англія) — англійський футболіст, атакувальний півзахисник клубу «Брентфорд».

## Ігрова кар'єра

### Клубна
Кін Льюїс-Поттер є вихованцем клубу «Галл Сіті». В січні 2019 року він провів першу гру в основі команди в кубковому матчі. А вже в березні 2019 року футболіст відправився в оренду до кінця сезону в клубу «Бредфорд Парк-Авеню».
9 листопада 2019 року Льюїс-Поттер дебютував за клуб у матчах Чемпіоншипу. В січні 2021 року футболіст підписав з клубом новий контракт до літа 2023 року. В травні 2022 року Льюїс-Поттер отримав нагороду Кращого гравця клубу в сезоні.
В липні 2022 року було оголошено про підписання Льюїс-Поттером шестирічного контракт з клубом «Брентфорд». 7 серпня 2022 року у матчі проти «Лестер Сіті» півзахисник дебютував у матчах Прем'єр-ліги. 

### Збірна
У 2022 році Кін Льюїс-Поттер провів чотири гри в складі молодіжної збірної Англії.

## Досягнення
Галл Сіті
- Переможець Першої ліги: 2020/21